# Lijst van uitdrukkingen en gezegden uit het voetbalcommentaar
Deze lijst bevat uitdrukkingen, gezegden en termen uit het voetbalcommentaar. Zo mogelijk is degene genoemd die het commentaar geuit heeft, samen met de datum en de gelegenheid waarbij de uitspraak gedaan is.
- Aansluitingstreffer of ook wel Anschlusstor is een doelpunt waardoor het verschil tussen twee teams weer tot één doelpunt wordt teruggebracht.
- Advocaatwissel - In het leven geroepen, nadat bondscoach Dick Advocaat tijdens het EK 2004 Arjen Robben wisselde in de wedstrijd van het Nederlands elftal tegen Tsjechië, bij een 2-1-voorsprong. Robben was op dat moment de beste speler op het veld. Nederland verloor de wedstrijd uiteindelijk met 3-2. Met een Advocaatwissel wordt derhalve een onbegrijpelijke wissel bedoeld. (herkomst 2004)
- Afhaken: wordt gezegd van een aanvaller die, bij gebrek aan passes of voorzetten in zijn richting, even afzakt naar het middenveld om even de bal te voelen of zelf een aanval op te zetten. Daardoor heeft het team een mannetje meer op het middenveld, wat handig kan zijn. Maar dat duurt best niet te lang want dan ontbreekt er iemand vooraan.[1]
- Afvallende bal, ook wel Tweede bal genoemd: bal die even van niemand of verloren is wanneer de verdediging een bal lukraak wegkopt of wegtrapt.[2]
- Angstgegner of Zwarte beest: kwalijke reputatie van een club die bij een team, vaak omwille van de slechte resultaten die er in het verleden tegen werden behaald, angst inboezemt waardoor dat team, als een selffulfilling prophecy, er waarschijnlijk opnieuw van verliest.
- Ajax-systeem - Het Ajax-systeem stamt uit het verleden en doelt op de formatie die Ajax in het veld inneemt en tot uitvoering probeert te brengen. Wanneer een trainer van Ajax de besprekingen met de spelers en/of de media voert, spreekt hij niet over een spits, maar over "de 9", voor een schaduwspits wordt "de 10" gebruikt. Louis van Gaal was de trainer die deze benummeringen het meest gebruikte en deze zelfs gebruikte bij de andere clubs waar hij trainer was.
- Arsenalscore: 1-0, de kleinste overwinning. "Olympiakos boekt Arsenalscore tegen AZ".[3] Arsenal FC was in het verleden bekend als "boring, boring Arsenal" omdat het vaak met één doelpunt won.
- Ausputzer (uit het Duits): laatste man van de verdediging die erom bekendstaat dat hij meestal de bal zo ver mogelijk wegtrapt.
- Balafpakker: speler (verdediger of middenvelder) die de aanval van de tegenstander weet te ontregelen.
- Banaan: gekrulde voorzet vanaf de zijlijn van de goal weg. Handelsmerk van Frank Vercauteren.
- Het beleg duurt voort: een aanval wordt in eerste instantie gepareerd, maar de aanvallende partij houdt balbezit en druk op de verdedigende partij.
- Betonvoetbal: de tegenpartij het spel laten maken, zelf helemaal inzakken en dan proberen door middel van de counter te scoren (catenaccio).
- Bewussie: een bewust gescoord doelpunt, wat niet direct blijkt uit de uitvoering ervan.[4]
- Bobo: aan Ruud Gullit toegeschreven benaming voor voetbalbestuurders en sponsors. Kan bondsbonzen betekenen; is ook Sranantongo voor sukkel of slome.
- Box-to-box speler: Een middenvelder die zowel meewerkt aan de aanval als aan de verdediging.
- Brilstand: Een 0-0 (lijkt op een bril) eindstand.
- Catenaccio (letterlijk: grendel): manier van spelen die populair is in Italië. Sterk verdedigende manier van voetballen waarbij doelpunten uit een counter voort moeten komen.
- Champagnevoetbal: technisch verfijnd, hoogstaand combinatievoetbal, sprankelend als champagne, in tegenstelling tot saai, verdedigend of countervoetbal. In het verleden gezegd van de voetbalstijl van Anderlecht.
- Chocoladebeen: het minst getrainde of het minst ontwikkelde been van een voetballer  waarmee dus ook het slechtst getrapt of gesprongen kan worden. Bij een rechtsbenige speler het linkerbeen en bij een linksbenige speler het rechterbeen.[5].
- Counter: vanuit een verdedigende positie heel snel naar voren spelen terwijl het andere team weinig verdedigers heeft.
- Cruijff-Olsenpenalty: een strafschop die door twee spelers samen wordt genomen; door Johan Cruijff en Jesper Olsen op 5 december 1982 toegepast tijdens Ajax-Helmond Sport. Eerder in de jaren vijftig al toegepast door de Belgische speler Rik Coppens, in 2016 ook door Lionel Messi en Luis Suárez.
- Een cruijffiaanse uitspraak: vernoemd naar Johan Cruijff, een verwarrende of triviale uitspraak over voetbal doen.
- Daumscore: 1-0, de kleinste overwinning. Genoemd naar de Duitser Christoph Daum, die als trainer van Club Brugge aanvankelijk vaak met een dergelijke score won.
- De bal het werk laten doen: de bal passeren i.p.v. met de bal lopen (draven) of dribbelen. Volgens Johan Cruijff was geen man sneller dan de bal en was goed positiespel en het snel laten rondgaan van de bal belangrijker.[6]
- De bal in het mandje leggen: een doelpunt maken, uitdrukking die Johan Boskamp vaak gebruikt.
- De bal is rond (boektitel van D. Ariese): een cliché-uitdrukking, vaak gebruikt bij de voorbeschouwingen van een wedstrijd, om aan te geven dat een wedstrijd niet altijd door de sterkste wordt gewonnen. Met variant la pelota esta redonda (Spaans voor de bal is rond; Johan Cruijff).
- De bus parkeren: zeer defensief spelen.
- Draak van een wedstrijd: wedstrijd waarin totaal niets gebeurt, met andere woorden we hadden beter thuis kunnen blijven.
- Eenrichtingsverkeer: wordt gezegd als één partij vrijwel constant in de aanval is en de andere partij niets anders kan dan verdedigen.
- een Een-tweetje: een simpele combinatie waarbij een speler de bal naar een ploeggenoot speelt, zelf doorloopt en de bal direct weer terugkrijgt.
- Elleboog (o.a. Hugo Borst): het met de elleboog attaqueren van de tegenstander.
- Engeltje op de lat: wil zeggen dat een keeper geluk heeft dat veel schoten naast het doel verdwijnen.
- Fopduik: een ander woord voor schwalbe (verzonnen door Evert ten Napel).
- Gallery play: een manier van spelen waarbij het accent op de schoonheid van het spel ligt, wat vaak wordt bereikt door een individuele actie.
- Geflatteerde uitslag: een uitslag die de krachtsverhouding niet weerspiegelt, bijvoorbeeld een onverdiend (grote) nederlaag voor een gelijke of zelfs betere ploeg.
- Gekraakt schot: de bal niet vol kunnen raken waardoor de kracht ontbreekt.
- Grandelletje: een blunder van de keeper. Naar Franck Grandel, de keeper van FC Utrecht in 2006.
- Halve maantje: halve cirkel op de rand van het strafschopgebied, met straal van 9,15 meter rond de strafschopstip, waarbinnen enkel de strafschopnemer zich mag bevinden, de andere spelers niet.
- Hattrick: drie goals van één speler in één wedstrijd. Van een zuivere hattrick spreekt men als de goals in één helft worden gemaakt als een aaneengesloten reeks.
- Hoog spelen: tactische speelwijze waarbij de een team verder van het eigen doel maar dichter bij het doel van de tegenstander gepositioneerd staat. Wie hoog speelt, loopt het risico dat de tegenstander een diepe bal geeft in de rug van de verdediging. Hoog spelen heeft dan weer het voordeel dat, als je de bal verovert, je dichter bij het vijandelijk doel bent. Omgekeerd, een team dat lager speelt, gaat dichter bij het eigen doel verdedigen waardoor er minder ruimte is tussen de laatste verdediger en het doel. Men speculeert dan te scoren op de counter.
- Hoog voor de pot: hoge bal die ingekopt moet worden.
- Hol-Knots-Begoniavoetbal (Bert Jacobs): erbarmelijk slecht voetbal.
- Inkomen met gestrekt been: een onbesuisde overtreding, gericht op het blesseren van de tegenstander. Ook overdrachtelijk gebruikt buiten de voetbalwereld.
- Jan van Staa-effect: naar Jan van Staa, opvolger van Rini Coolen. Trainer van FC Twente in 2006. Het Jan van Staa-effect wil zeggen, dat je een goede start maakt met je team, nadat je het roer hebt overgenomen van een trainer die is ontslagen of opgestapt.[7]
- Kans en mogelijkheid: een kans is een situatie waarin een speler rechtstreeks op doel kan schieten; de voorafgaande situatie wordt wel aangeduid als halve kans of mogelijkheid.[2]
- Kapotfluiten: doordat een scheidsrechter heel streng fluit, wordt het tempo lager en daarmee het spel vaak saai.
- Kein keloel: geen gelul, uitgesproken met de Oostenrijkse tongval van Ernst Happel, m.a.w. zo weinig mogelijk praten en streven naar resultaatvoetbal.[8]
- Kick and rush voetbal: ouderwetse, van oorsprong Engelse, primitieve voetbalstijl waarbij de verdedigers de bal simpelweg met een lange (meer dan 25 meter), hoge voorzet ('lange bal') naar voor trappen, het middenveld overslaand, in de hoop dat de spits de bal kan aannemen en eventueel scoren.[9]
- Kluitjesvoetbal (ook: pupillenvoetbal of f'jesvoetbal): veel voetballers in een kluwen rond de bal.
- Klutsgoal (ook frommelgoal of Uit de kluts): doelpunt uit een chaotische situatie (scrimmage) voor het doel.
- Naar binnen knijpen: wordt gezegd van een flankspeler (vleugelverdediger of wing back) die naar binnenkomt, d.w.z. zich van de zijkant naar de centrale as van het veld begeeft waardoor er voor de tegenstander minder ruimte en dus minder afspeelmogelijkheden zijn.
- Komt dat schot!: typerende uitspraak van voormalig sportcommentator Hugo Walker.
- Kijken hoe het gras groeit: een wedstrijd die zo saai is, dat het groeien van het gras nog boeiender is.
- Krulbal: een schot richting doel óf een pass, met een mooie speciale boog, net iets anders dan een effectbal. Bedacht door een sportverslaggever van Enschede FM tijdens een wedstrijd van FC Twente.
- Lange halen, snel thuis: speltype waarbij ballen ver naar voren worden geschoten en dan ook weer snel terug is in de verdediging.
- Het Legioen: grote trouwe supportersschare, bijnaam voor de Feyenoordsupporters.
- Luchtmacht: opstelling van kopsterke aanvallers bij een hoekschop of vrije trap.
- Niet goed in de match zitten: wordt gezegd van een speler die tijdens de wedstrijd onder de verwachtingen presteert, weinig aan de bal is of mislukt in zijn acties (dribbels, balcontrole, passing).
- Met z'n elven voor de pot hangen: manier van spelen waarbij het hele elftal verdedigt, komt vaak voor als een ploeg op voorsprong staat en deze koste wat kost wil verdedigen. Engels: Parking the [team] bus in front of the goal. Gebruikt door Mourinho.
- Een mickeymousecompetitie: een voetbalcompetitie die zeer zwak is en geen internationale rol van betekenis speelt.
- Mispeer: een bal die in een onbedoelde richting van de voet springt, een mistrap. Ook in ruimere betekenis gebruikt als mislukking, afgang of zeperd.[10]
- Een muur(tje) optrekken: met een aantal verdedigers dicht tegen elkaar aan gaan staan om bij een vrije trap in de buurt van de goal de aanvaller te hinderen.
- Nummer 10: vakjargon voor de positie van de aanvallende middenvelder (schaduwspits), die de aanvallers aanstuurt. Komt niet noodzakelijk overeen met het werkelijke rugnummer van de speler in kwestie. Deze denkbeeldige of metaforische nummers zijn bepaald per positie op het veld, te beginnen  achteraan met één voor de doelman, dan telkens van rechts naar links verder, tot nummer elf, de linksbuiten.
- Nummer 6: vakjargon voor de positie van verdedigende middenvelder
- Naar binnen trekken: als speler meer naar het midden lopen.
- Olympische goal: doelpunt dat ontstaat na een hoekschop, doordat speler die de corner neemt de bal rechtstreeks in doel trapt (of krult) zonder dat een andere speler de bal raakt.
- Oorlog in de zestien: verwarring stichten in het vijandelijk strafschopgebied.
- Op de man spelen: normaal wordt uiteraard de bal gespeeld. Moet een klassieker zijn (van ten minste voor het vrouwenvoetbal) want de uitdrukking heeft zijn weg naar andere taalgebieden ruim gevonden.
- Op een eiland staan: wordt gezegd van een aanvaller die weinig of geen bruikbare ballen (voorzetten of passes) in zijn richting krijgt en dus als het ware alleen op een eiland staat.
- Panenka: een penalty die als een stiftje op het midden van het doel gericht wordt (en dus niet zo hard mogelijk in een hoek geschoten wordt); deze penalty werd uitgevoerd tijdens het EK in 1976 door de Tsjechoslowaakse voetballer Antonin Panenka.
- Panna: een beweging waarbij één voetballer de bal tussen de benen van de tegenstander door speelt of poort. Er is pas sprake van een echte panna als de poortende speler zelf in balbezit blijft na zijn beweging.
- Patatgeneratie (Bobby Haarms): verwende generatie jonge voetballers aan het eind van de jaren tachtig. Haarms doelde onder meer op Bryan Roy en Richard Witschge.
- Pegel: andere naam voor een hard schot.
- Peunen: de bal erg hard schieten.
- Pinchhitter: een aanvaller die laat in de wedstrijd wordt ingebracht om een doelpunt te forceren.
- Pingel: andere naam voor strafschop.
- Pingelen: slalommen om verschillende tegenstanders of obstakels.
- Pompen: de bal veelvuldig en hoog in het vijandelijke doelgebied schieten om een doelpunt te forceren. Meestal toegepast aan het einde van de wedstrijd als een van de partijen beslist nog een doelpunt nodig heeft.
- Postbodevoetbal: van spelers die niet de bal over grote afstand naar een medespeler kunnen passen maar hem als het ware persoonlijk komen bezorgen.´ Gebezigd door De Kromme.
- Professionele fout: een kleine bewuste fout om de tegenaanval af te breken.
- Promovendus: een club die in het voorafgaande jaar is gepromoveerd naar een hogere divisie.
- Puntertje: meestal gebruikt bij schot op doel, met de punt van de schoen in plaats van met de wreef.
- Rabona: bijzondere traptechniek waarbij het trappende been gekruist wordt achter de achterkant van het steunbeen. De naam zou zijn afgeleid van het Spaanse woord 'rabo' wat staart betekent. De eerste gefilmde rabona werd uitgevoerd door de Braziliaanse stervoetballer Pelé in 1957 maar echt bekend werd de rabona pas in de jaren '70 door de Italiaanse voetballer Giovanni "Cocò" Roccotelli. De rabona werd toen nog een "crossed-kick" (gekruiste trap) of in het Italiaans "incrociata" genoemd.
- Rode streep: denkbeeldige, maar tegenwoordig ook wel ingetekende scheidslijn. Onder de rode streep staan de teams die (dreigen te) degraderen naar een lagere klasse.
- een Ruit op het middenveld: specifieke opstelling op het middenveld bij een 4-4-2 veldbezetting. De ruit bestaat uit een aanvallende middenvelder (nummer 8) die in de punt naar voor staat, de verdedigende middenvelder (nummer 6) die in de punt naar achter staat en de twee middenvelders op de flanken die de punten links en rechts vormen. Vooraan staan de twee spitsen naast elkaar.
- Sambavoetbal: voetballen met verrassende schijnbewegingen (als in een dans) zoals dat in Brazilië gespeeld wordt.
- Schuiver: een hard en laag schot op het doel; Engels: daisy cutter.
- Schwalbe: Duits woord (letterlijk: zwaluw) voor een fopduik om onterecht een penalty te krijgen of de tegenstander een kaart te bezorgen.
- Scorebordjournalistiek:  een wedstrijdanalyse enkel op basis van de uitslag en niet op basis van het geleverde spel of prestaties, terwijl verlies niet hoeft te betekenen dat er slecht gespeeld is en winst ook niet per se met goed voetbal is bereikt. Voor het eerst gebruikt door Co Adriaanse in 2005 nadat zijn ploeg AZ met 5-1 van Roda JC had verloren.
- Seedorfjes, Seedorfen of Op zijn Seedorfs - Bij de eerste twee worden meerdere spelers van een team bedoeld. Bij de laatste wordt het voor een enkele speler gezegd. Er wordt bedoeld, dat de speler een penalty op groteske wijze mist, of hoeveel spelers een penalty voor een team missen. Naar aanleiding van de gemiste penalty's van Clarence Seedorf tegen Frankrijk in 1996, Turkije in 1997 en Juventus in 2003.[11][12][13]
- Smokkelen: wordt gezegd van een speler die net voor de inworp achter de zijlijn nog snel enkele stappen vooruit zet en zo stiekem opschuift in de richting van de tegenstander.
- Speeltuinvoetbal: uitspraak van Henk ten Cate naar aanleiding van een verloren wedstrijd van AFC Ajax tegen SBV Vitesse in het seizoen Eredivisie 2006/07 (uitslag 4-2 na een 0-2-voorsprong van Ajax).
- Steekbal: met een korte, afgemeten pass de bal rechtdoor tussen een aantal verdedigers van de tegenstander in de vrije ruimte van het veld sturen waarmee je een aanvaller een goede kans biedt.
- Stiftje of schepstift: een schot op doel met de voet gestrekt onder de bal op de grond, vaak met tegeneffect, in een boog over de keeper heen in het doel wordt getrapt.
- Streep: andere naam voor een hard schot, dat er op een foto uitziet als een streep.
- Een bal op de stropdas (ook wel: op de manchet): een zeer nauwkeurige pass, waarmee over vele meters een aanvaller wordt aangespeeld.
- Stropen: moeizaam rollen van de bal. De term ontstond tijdens het WK voetbal 2006, naar aanleiding van de discussie over de droge, niet-gesproeide, "stroperige" velden. De bal zou daar moeilijk over bewegen, en stroopte over het veld.
- Supersub: meestal aanvaller of aanvallende middenvelder die wordt ingebracht in de slotfase van de wedstrijd om met een individuele actie alsnog het verschil te maken. In feite gaat het om een speler die niet goed genoeg is voor een plaats in het basiselftal maar tegelijk te goed is om op de bank te zitten. Als het gaat om een oudere topspeler die door zijn leeftijd of een blessure geen hele wedstrijd meer op het hoogste niveau aankan, spreekt men ook wel van een pinch-hitter. Ze hebben veel ervaring en spelinzicht en kunnen daardoor meestal goed een leidende of aansturende rol in het team vervullen.
- Tiki-Taka voetbal: technisch hoogstaand combinatievoetbal met veel korte passes tussen meerdere spelers.
- Totaalvoetbal: typisch Nederlandse dominante stijl van voetballen op de WK's van 1974 en 1978. geïntroduceerd door Rinus Michels waarbij de aanvallers ook verdedigen en de verdedigers ook mee in de aanval gaan.
- Trainerseffect: Het trainerseffect duidt op een opmerkelijke opleving bij de spelers van een club na het aanstellen van een nieuwe trainer, waarna ook de prestaties toenemen.
- Tussen de linies lopen: wordt gezegd van een speler die zich vrij loopt tussen de verdedigingslinie en middenveldlinie of tussen het middenveld en de aanvalslinie van de tegenstrever en dus aanspeelbaar is. Wordt door de meeste trainers erg gewaardeerd.[2]
- De Twaalfde man: het supporterslegioen dat de ploeg voortstuwt.
- Uit het duel spelen: speelwijze waarbij spelers zo veel mogelijk mogelijk het rechtstreekse duel met (fysiek sterker geachte) tegenstander vermijden door bijvoorbeeld weinig lange ballen te geven en vooral vrijstaande spelers aan te spelen.
- Uit de rug weglopen: wanneer een aanvaller een voorzet krijgt en sneller bij de bal is dan een verdediger die juist dichter bij de bal stond toen de voorzet aankwam, waardoor vrij letterlijk de aanvaller uit of langs de rug van de verdediger rent en eerder bij de bal is. Deze situatie ontstaat vaak wanneer verdedigers alleen letten op de tegenstanders aan de bal; hierdoor zien ze niet dat een speler van de tegenpartij (achter hun rug) vrij loopt naar een gebied waar hij de bal kan voorgeven of schieten.
- Verticaal spelen: de bal naar voor, in de diepte (lengte) van het veld spelen, i.p.v. lateraal (breed) naar de flanken.
- Een Vertonghen: de bal na een blessurebehandeling terugspelen op de doelman van de tegenpartij, maar dan, onopzettelijk, de keeper verrassen en toch een doelpunt maken. Naar Jan Vertonghen, die dat namens Jong Ajax deed tegen SC Cambuur-Leeuwarden voor de KNVB beker in het seizoen 2005-06.
- Een Vijfenveertig (Eng.: Fourty five): een lage, teruggelegde pass die, getrapt door een speler die naar een van de twee achterste hoeken nabij de cornervlag is gelopen, een hoek van 45 graden maakt met de achterlijn [14][15] in de verwachting dat er een medespeler rond het penaltypunt klaar staat om de bal binnen te trappen.[1] Voetbalterm die vooral in België bekend werd door voetbalanalist Wesley Sonck.
- Voetbal is oorlog (Rinus Michels): een harde, agressieve speelstijl is noodzakelijk én aanvaardbaar als je wilt winnen, gele en eventueel ook rode kaarten inbegrepen.
- Volgevreten vedetten: verwende topvoetballers (vgl. patatgeneratie).
- Vrouwen en kinderen eerst: paniekerig verdedigen in de laatste fase van een wedstrijd.
- Weg is weg (ook wegroeien): bal wegschieten bij het doel vandaan.
- De zestien: het strafschopgebied ("Hij werd onderuitgehaald in de zestien").
- Ziekenhuisbal: een veel te zwakke pass.[1]

## Verwante pagina
- Lijst van uitdrukkingen en gezegden uit de sport